# Рампа (фестиваль)
Ра́мпа — щорічний міжнародний фестиваль молодіжних театрів, що проводиться у Дніпрі.
Фестиваль було започатковано 1993 року з ініціативи Дніпропетровської обласної молодіжної організації «Дніпровська спілка молоді». Відтоді «Рампа» проводиться щороку у квітні в приміщенні Дніпровського академічного театру драми і комедії. Триває фестиваль тиждень. Для участі в ньому запрошуються молодіжні аматорські театри України та країн СНД. Переважно у «Рампі» беруть участь театри України, Білорусі та Росії, хоча за всю історію фестивалю на ньому також виступали колективи із Грузії, Молдови, Литви і Великої Британії.
Ідея фестивалю належить його першому директору, на той час заступнику секретаря «Спілки» Олександру Росю та його першому режисеру, заслуженому працівнику культури України, режисеру театру «Маски» Ігорю Трахту. «Рампа» має на меті відродження та підтримку розвитку молодіжних аматорських театрів України, зміцнення культурних зв'язків між Україною та країнами СНД, пошук та відкриття молодих театральних талантів, створення умов для самореалізації української творчої молоді та плідного спілкування самодіяльних театрів України, сприяння естетичному й моральному вихованню молоді.
«Рампу» характеризує суміш жанрів. Хоча в основі багатьох колективів лежить ідея СТЕМу, тут є місце і для драми, і для трагікомедії, і для пантоміми та інших жанрів.
Окрім «Дніпровської спілки молоді» організацією фестивалю займаються Дніпропетровська облдержадміністрація та Дніпровський академічний театр драми і комедії. Протягом багатьох років оргкомітет очолює заступник голови облдержадміністрації Євгеній Бородін. Головою професійного журі традиційно виступає народний артист України Володимир Талашко (іноді цю посаду тимчасово займає директор і художній керівник Дніпропетровського молодіжного театру «Камерная сцена» Володимир Мазур).
Учасники фестивалю змагаються у наступних номінаціях:
- Гран-прі
- За найкращу режисуру
- За найкращий авторський твір
- За найкраще музичне оформлення
- За найкращу сценографію
- За найкращу жіночу роль
- За найкращу чоловічу роль
- За найкращу жіночу роль другого плану
- За найкращу чоловічу роль другого плану
- «Королева епізоду»
- «Король епізоду»
- Приз глядацьких симпатій

Серед інших нагород — дипломи лауреатів фестивалю, дипломи лауреатів за акторську роботу та спеціальний приз преси.

## Володарі Гран-прі
- 2013 — театр «Флеш» (Дніпропетровськ), СТЕМ «Университет» (Волгоград, Росія)
- 2012 — народна студія акторської майстерності «Сам», народний шоу-театр «Імідж» (Кривий Ріг, Україна)
- 2011 — народний театр «Сатрап» (Мінськ, Білорусь)
- 2010 — проект «Конфитюр» (Волгоград, Росія)
- 2009 — народний театр «Сатрап» (Мінськ, Білорусь), народний театр-студія «Маски» (Дніпропетровськ)
- 2008 — народний студентський шоу-театр «Мы» (Мінськ, Білорусь)
- 2007 — народний театр «Сатрап» (Мінськ, Білорусь), народний театр-студія «Маски» (Дніпропетровськ)
- 2006 — проект «Конфитюр» (Волгоград, Росія)
- 2005 — театр «Чорний квадрат» (Київ)
- 2004 — театр «ТЭСТ» (Волгоград, Росія)
- 2003 — театр «Тур де Форс» (Одеса)
- 2002 — театр «Тур де Форс» (Одеса)
- 2001 — театр «Чорний квадрат» (Київ)
- 2000 — народний театр «Чародій» (Дніпропетровськ)
- 1999 — театр «Тур де Форс» (Одеса)
- 1998 — театр «Окраина» (Донецьк)
- 1997 — приватний театр Галини Костенко (Кривий Ріг)
- 1996 — СТЕМ ВПІ (Волгоград, Росія)
- 1995 — СТЕМ ВПІ (Волгоград, Росія)
- 1994 — театр «Дети лейтенанта Шмидта» (Самара, Росія)